# Lijst van buitenlandse voetballers in de Primera División - Azië en Oceanië
De lijst omvat voetballers uit Azië en Oceanië die in de Spaanse Primera División spelen of hebben gespeeld. Vetgedrukte zijn de spelers die in het seizoen 2012/2013 in de Primera División spelen en de club waarvoor ze in dit seizoen spelen.  Bijgewerkt: 19 mei 2013 

## Australië
- John Aloisi – CA Osasuna, Alavés – 2001-06
- Aurelio Vidmar – CD Tenerife – 1996-97
- Mathew Ryan – Valencia CF – 2015-

## Iran
- Javad Nekounam – CA Osasuna – 2006-12
- Masoud Shojaei – CA Osasuna – 2008-13

## Israël
- Omri Afek – Racing – 2003-04
- Dudu Aouate – Racing, Deportivo de La Coruña,RCD Mallorca – 2003-10, 2010-11, 2011-12
- Ilan Bakhar – Racing – 2002-03
- Yossi Benayoun – Racing – 2002-05
- Ronnen Haratzi – UD Salamanca – 1997-98
- Tomer Hemed – RCD Mallorca, UD Almería – 2011-13, 2014-15
- Avi Nimni – Atlético Madrid – 1997-98
- Haim Revivo – Celta de Vigo – 1996-00
- Ben Sahar – RCD Espanyol – 2009
- Idan Tal – Rayo Vallecano – 2002-03

## Japan
- Shoji Jo – Real Valladolid – 1999-00
- Shunsuke Nakamura - RCD Espanyol - 2009-10
- Akinori Nishizawa – RCD Espanyol – 2000-01
- Yoshito Okubo – RCD Mallorca – 2004-06
- Takashi Inui – SD Eibar – 2015-
- Mike Havenaar – Córdoba CF – 2014-15
- Akihiro Ienaga – RCD Mallorca – 2010-12
- Hiroshi Ibusuki – Sevilla FC – 2011-12
- Nobuyuki Zaizen – CD Logroñés – 1996

## Zuid-Korea
- Lee Chun-Soo – Real Sociedad, CD Numancia – 2003-05
- Lee Ho-Jin – Racing – 2005-06
- Park Chu-young – Celta de Vigo – 2012-13
- Kim Young-gyu (Kyu) - UD Almería – 2013-14

Afrika · Amerika · Azië en Oceanië · Europa